# Maria Cebotari
Maria Cebotari (nom original: Ciubotaru, Chisinau, Bessarabia, 10 de febrer de 1910 - 9 de juny de 1949) va ser una soprano de coloratura lírica romanesa. Va ser àmpliament coneguda com a cantant a mitjans de la dècada de 1930 i destacada especialment pel seu ampli repertori.
El tenor Beniamino Gigli va afirmar que Cebotari era una de les veus femenines més grans que havia escoltat mai. Maria Callas es va comparar amb ella, i Angela Gheorghiu va anomenar Maria Cebotari entre els artistes que més admirava.
Va morir molt jove i el seu funeral, amb milers d'assistents, va ser «una de les demostracions d'amor i honor més imponents que hagi rebut mai qualsevol artista difunt» en la història de Viena.

## Biografia
Cebotari va estudiar cant al Conservatori de Chisinau. El 1929 es va incorporar a la Companyia de Teatre d'Art de Moscou com a actriu. Poc després, es va casar amb el líder de la companyia, el comte Alexander Virubov.
Aviat es va traslladar a Berlín amb la companyia i va estudiar cant amb Oskar Daniel durant tres mesos. Va debutar com a cantant d'òpera com a Mimi a La Bohème, a la Dresden Semperoper, el 15 de març de 1931. Bruno Walter la va convidar al Festival de Salzburg, on va cantar Eurídice a l'òpera Orfeo ed Euridice, de Gluck.
El 1935, va cantar el paper d'Aminta a l'estrena mundial de l'òpera Die Schweigsame Frau, de Richard Strauss, amb Karl Böhm a la Semper Opera House de Dresden. Strauss li va aconsellar que es traslladés a Berlín, i el 1936 es va unir a l'Òpera Estatal de Berlín, on va ser prima donna fins al 1946. Aquell any va cantar Susanna a Le Nozze di Figaro, Zerlina a Don Giovanni i Sophie a Der Rosenkavalier per a les actuacions de la companyia de l'Òpera Semper de Dresden al Covent Garden Royal Opera House de Londres. Cebotari va cantar a molts teatres d'òpera, incloent-hi l'Òpera Estatal de Viena i La Scala de Milà.
El 1938 es va divorciar del comte Virubov i es va casar amb l'actor austríac Gustav Diessl, amb qui va tenir dos fills. El 1946 va deixar Berlín i es va incorporar a l'Òpera Estatal de Viena. L'any següent va tornar a visitar el Covent Garden amb la Companyia de l'Òpera vienesa i va cantar Salomé, Donna Anna a Don Giovanni, i la comtessa Almaviva a Le Nozze di Figaro. El 27 de setembre d'aquell any va ser Donna Anna, amb Richard Tauber fent l'Ottavio, en la seva última aparició abans de la intervenció quirúrgica en què se li extirparia el pulmó esquerre.
A principis de 1949 va patir un fort dolor durant la representació de Le Nozze di Figaro a la Scala Opera House, que, en principi, els metges no consideraren greu. No obstant això, el 31 de març de 1949 es va esfondrar durant la representació de l'opereta Der Bettelstudent a Viena. Va morir de càncer el 9 de juny de 1949 a Viena. El pianista britànic Clifford Curzon i la seva dona, Lucille Wallace, van adoptar els seus dos fills.
Cebotari tenia una veu versàtil; el seu repertori incloïa papers de coloratura, soubrette, lletres i dramàtics, tal com s'il·lustra en la seva història d'actuació. Es va concentrar en quatre compositors: Mozart, Richard Strauss, Verdi i Puccini. Richard Strauss la va descriure com «la cantant més polivalent de l'escenari europeu, i mai no fa tard ni cancel·la mai». Durant una entrevista de la BBC, dècades després de la seva mort, Herbert von Karajan va dir que era la millor Madame Butterfly que havia dirigit mai.

## Pel·lícules
Juntament amb la seva exitosa carrera als teatres d'òpera, Cebotari va aparèixer en diverses pel·lícules operístiques, com Tres dones de Verdi, Maria Malibran i El somni de Madame Butterfly.
Cebotari també va participar en la pel·lícula Odessa in fiamme (Odessa en flames) el 1942, dirigida pel director italià Carmine Gallone amb el guió de Nicolae Kiriţescu. La pel·lícula és un film de propaganda feixista sobre la batalla d'Odessa, que va ser guanyada per les tropes romaneses i nazis. La coproducció romanesa-italiana va guanyar al Festival de Venècia el 1942. A la pel·lícula, Cebotari interpreta el paper de Maria Teodorescu, una cantant d'òpera de Bessaràbia, a Chisinau, amb el seu fill de vuit anys en el moment de la invasió.
El documental Aria (2005), del director Vlad Druc sobre la vida de Maria Cebotari, es va enfrontar a dificultats a l'hora de projectar-se a Moldàvia durant l'administració comunista (que va acabar el 2009). Això era degut a una part de la pel·lícula on la soprano s'identifica com a romanesa, contràriament a la política oficial del govern comunista, que anomenava moldava la majoria ètnica.

## Enregistraments
Molts dels seus enregistraments supervivents provenen d'actuacions en directe, ja sigui en teatres d'òpera o en emissions de ràdio. Gairebé tots s'han remasteritzat digitalment.
El segell de CD austríac Preiser Records ha publicat uns quants dels seus CD, entre els quals hi ha The Art of Maria Cebotari i Maria Cebotari singt Richard Strauss.
- Mozart – Le nozze di Figaro (1938)
- Puccini – Turandot (1938)
- Schoeck – Das Schloss Dürande (en directe 1943)
- R. Strauss – Salomé (1947 en directe)
- R. Strauss – Taillefer (1944)
- Verdi – Luisa Miller (1944)
- Verdi – La traviata (1943)
- von Einem – Dantons Tod (en directe 1947)
- Recital (Mozart, Verdi, Puccini, Leoncavallo, J. Strauss, Arditi, Rachmaninov, Beckmann, Mackeben, Txaikovski)
- Recital – Maria Cebotari canta Arien (Mozart, J. Strauss, Gounod, Puccini i R. Strauss)
- Maria Cebotari – Arien, Duette, Szenen (Mozart, Bizet, Verdi, Puccini)
- Recital – Maria Cebotari canta Richard Strauss (Salome, Feuersnot, Der Rosenkavalier, Daphne, Taillefer), gravat el 1943 i el 1944).
- Maria Cebotari: Arias, Songs and in Film
- Recital – Maria Cebotari singt Giuseppe Verdi (La traviata, Rigoletto)
- Quatre famoses sopranos del passat (amb Gitta Alpar, Jarmila Novotná i Esther Réthy)
- Bruno Walter Vol. 1, Simfonia núm. 2 i núm. 4 (1948/50)
- Helge Rosvaenge a Szenen aus André Chénier und Rigoletto – Duets
- Helge Rosvaenge – Duets
- Grosse Mozartsänger Vol. 1 1922 – 1942
- Von der Königlichen Hofoper zur Staatsoper 'Unter den Linden'[18][19]

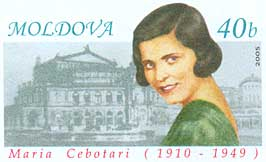
Segell de Moldàvia, de 2005

## Filmografia[12]
- Troika (1930)
- Girls in White (1936)
- Mother Song (1937)
- Strong Hearts (1937)
- Giuseppe Verdi (1938)
- The Dream of Butterfly (1939)
- Amami, Alfredo! (1940)
- Odessa in Flames (1942)
- Maria Malibran (1943)